# Bidetang
En bidetang er en tang som klipper som en saks, men hvor skæret kaldes for kæber, fordi de er tykkere end knivene på en saks. En bidetang minder om en knibtang, men bider i en horisontal retning, hvor knibtangen bider vertikalt.
Bidetangen bruges til at klippe ståltråd, små dykkersøm eller andet tyndt materiale over. 
Bidetangen er ofte inkorporeret i universaltangen, hvor bidet sidder bag gribefladen.